# 刘祐 (隋朝)
刘祐（?—?），荥阳人，隋朝官员。
隋文帝开皇初年，担任大都督，封为索卢县公。他所占卜的卦，都与事实契合，隋文帝很亲近他。开始和张宾、刘晖、马显制定历法。后来奉诏撰写兵书十卷，名为《金韬》，隋文帝认为很好。又写下了《阴策》二十卷，《观台飞候》六卷，《玄象要记》五卷，《律历术文》一卷，《婚姻志》三卷，《产乳志》二卷，《式经》四卷，《四时立成法》一卷，《安历志》十二卷，《归正易》十卷，在隋朝都流行于世。